# Amanita caesarea
Amanita caesarea (Giovanni Antonio Scopoli, 1772 ex Christian Hendrik Persoon, 1801), denumit în popor burete domnesc, roiniță sau oușoare, foarte des și crăiță,
este o  specie de ciuperci comestibile devenită astăzi cam rară, din încrengătura  Basidiomycota în familia Amanitaceae și de genul Amanita care coabitează, fiind un simbiont micoriza (formează micorize pe rădăcinile arborilor). Buretele se poate găsi în România, Basarabia și Bucovina de Nord în păduri vechi de foioase sub stejari și castani mai rar în cele de conifere pe lângă pini, dezvoltându-se numai în locuri calde, în special pe soluri nisipoase și acre, din iunie până septembrie (octombrie).

## Istoric

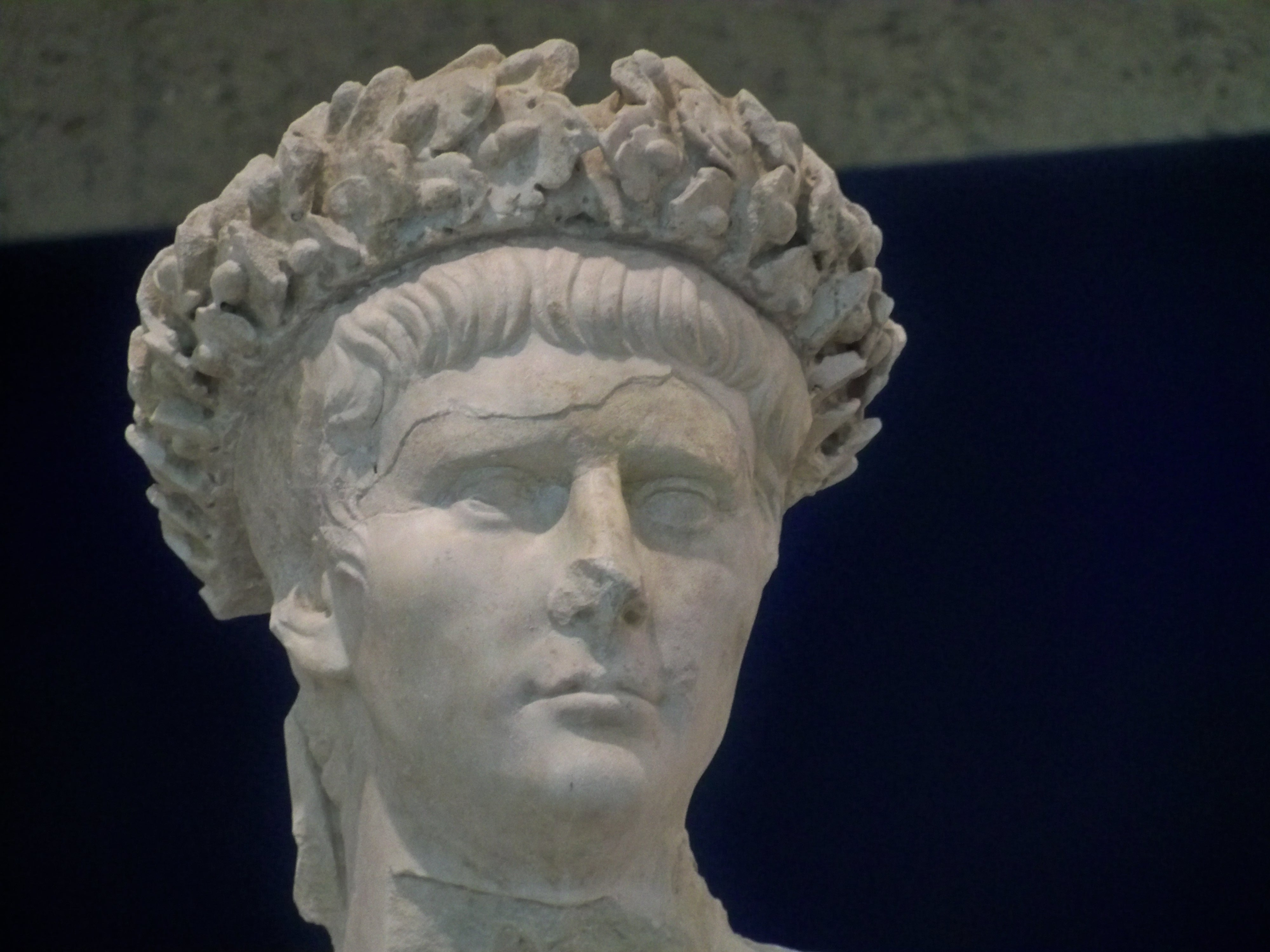
Împăratul Claudius

Clasa Agaricomycetes care include de asemenea Amanita caesarea, este de diversificare foarte veche (între 178 și 139 milioane de ani), începând din timpul perioadei geologice în Jurasic în diferență de exemplu cu genul Boletus (între 44 și 34 milioane de ani).
Buretele domnesc a fost considerat, ca princeps fungorum, delicatesă la masa festivă a Curții Romane și poate a venit cu gurmanzi ale ocupației romane a Daciei în țară. Se spune, că  împăratul Claudius a fi fost otrăvit, după unii, prin schimbul acestei amanite cu una mortală ca de exemplu Amanita phalloides într-o mâncare de ciuperci, după alții, prin otravă picurată pe crăițe mâncate de imperator.
Acest burete a fost descris pentru prima oară de micologul italian Giovanni Antonio Scopoli, în anul 1772, sub numele Agaricus caesareus și redenumit în Amanita caesarea de savantul olandez-sudafrican Christian Hendrik Persoon, în anul 1801. Întru acest timp a mai fost de asemenea poreclit Agaricus aureus.

## Descriere
Această specie are un velum universale (văl universal), o membrană subțire care o învelește la începutul evoluției ei, extinzându-se de la vârful pălăriei la capătul inferior al piciorului precum un velum partiale (văl parțial) care acoperă numai părțile purtătoare de spori, astfel încât se întinde de la de marginea pălăriei la capătul superior al tijei. Scurt timp mai târziu, membranele se rup, lăsând urme de fulgi pe pălărie, un inel în jurul tijei și o rămășiță în formă de săculeț la bază, numită volva (vagin).

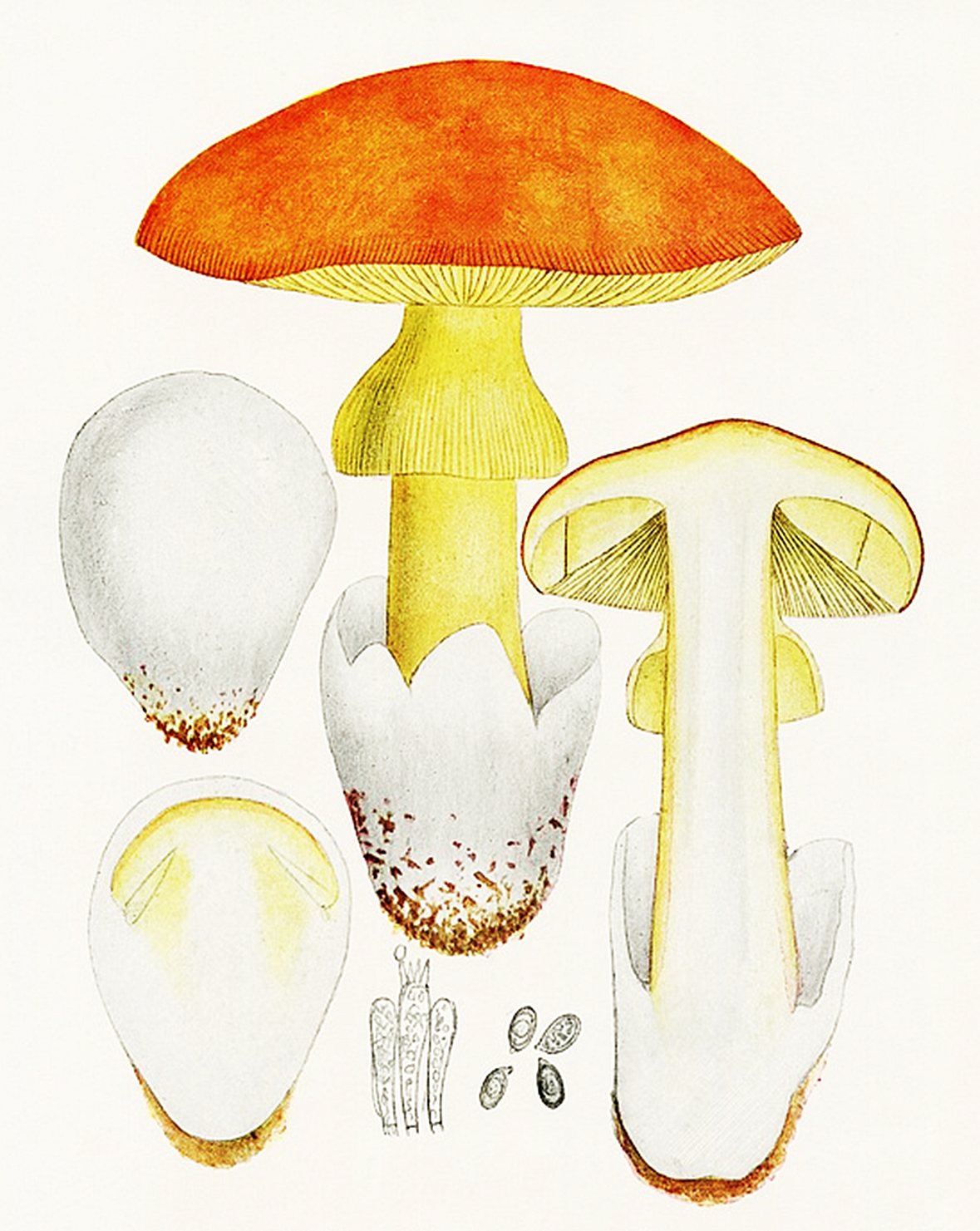
Bres.: Amanita caesarea

- Pălăria: are un diametru de 8-20 cm  și este amenajată central peste picior. În stadiul inițial de dezvoltare buretele este globulos, pare un ou mic, fiind înfășurat complet de vălul universal, devenind apoi convex și la maturitate deplin plat, uneori ușor concav. Cuticula, care se desprinde cu ușurință de pălărie, este netedă, lucioasă, puțin lipicioasă și la umezeală un pic unsuroasă. Culoarea bazală este galben, dar ea oscilează de la gălbui, galben asemănător gălbenușului de ou, până la  portocaliu înfocat și aproape roșu. Ciuperca poartă solzi albi și plăci (restul vălului universal) care dispar repede după o ploaie.
- Lamelele: sunt aglomerate, destul de late, libere (fără contact cu picior), cu marginea puțin pufoasă și de culoare galbenă. Trama (micologie) lamelelor este bilaterală.
- Piciorul: are o înălțime de 8-15 cm, o lățime de 2-3,5 cm, este galben, cilindric, ușor umflat, sfârșind într-un bulb înfășurat într-o volvă albă, scorțoasă, cărnoasă cu numeroși lobi pe margini, fiind la început plin, apoi împăiat sau găunos. Înapoi rămâne la fructele mature o manșetă bătătoare la ochi în jurul mijlocului tijei care este lată, membranoasă precum liberă în partea inferioară, cu suprafața ușor striată, mereu atârnată în jos și de aceiași culoare cu piciorul.
- Carnea: este mereu albă (doar direct sub cuticulă este colorată galben), fragedă și  minimal fibroasă. Buretele este de miros și gust foarte slab, primind la bătrânețe unul neplăcut de clocit.
- Caracteristici microscopice: Sporii sunt albi, elipsoidal-sferici și neamilozi cu o mărime de 8-14 x 6-7 microni. Pulberea lor este gălbuie.[4][7]
- Reacții chimice: Buretele se decolorează cu anilină încet brun-roșiatic, schimbând după un minut în roz. Mai departe sucul cuticulei stoarse se colorează roșu.[8]

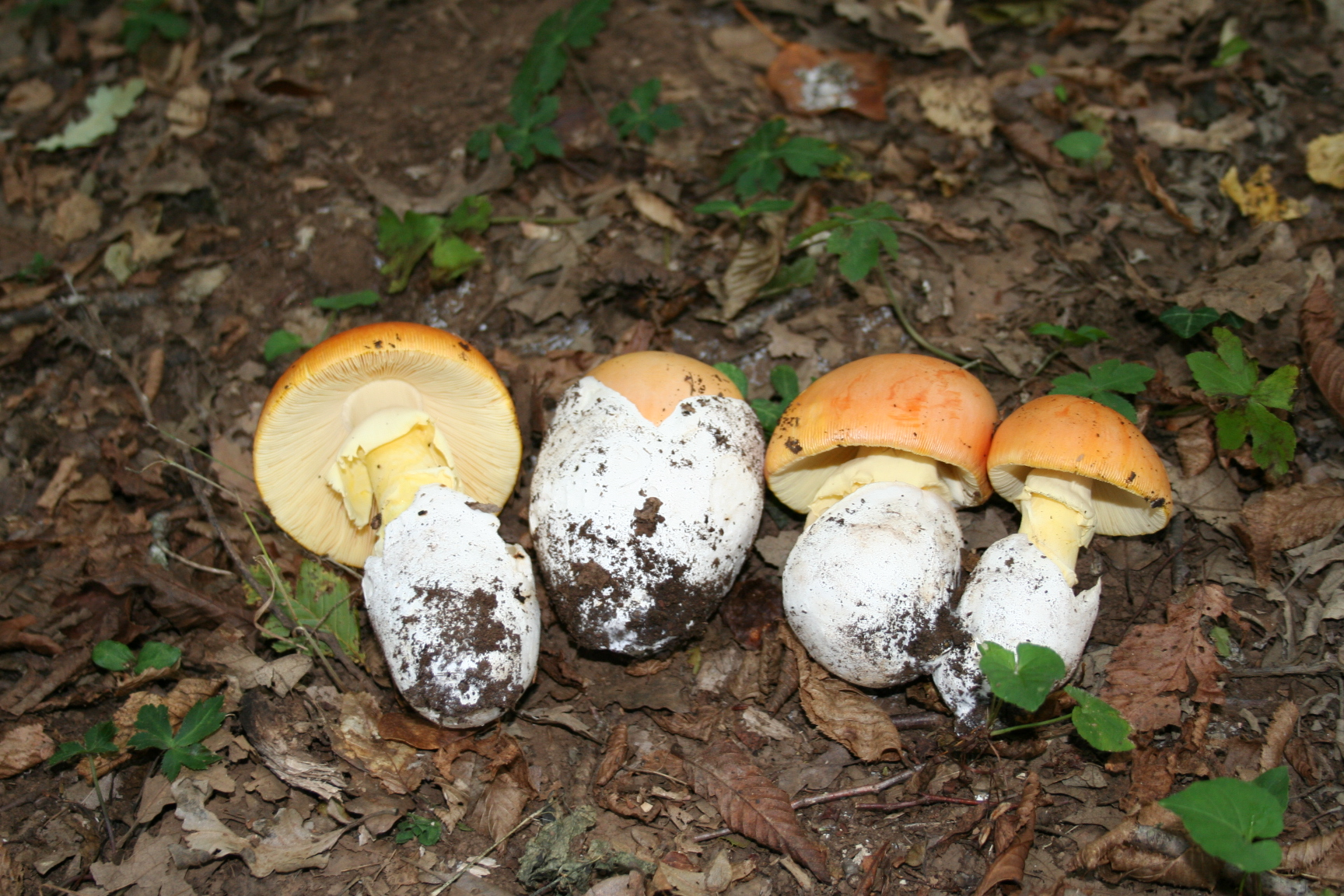
A. caesarea, evoluție
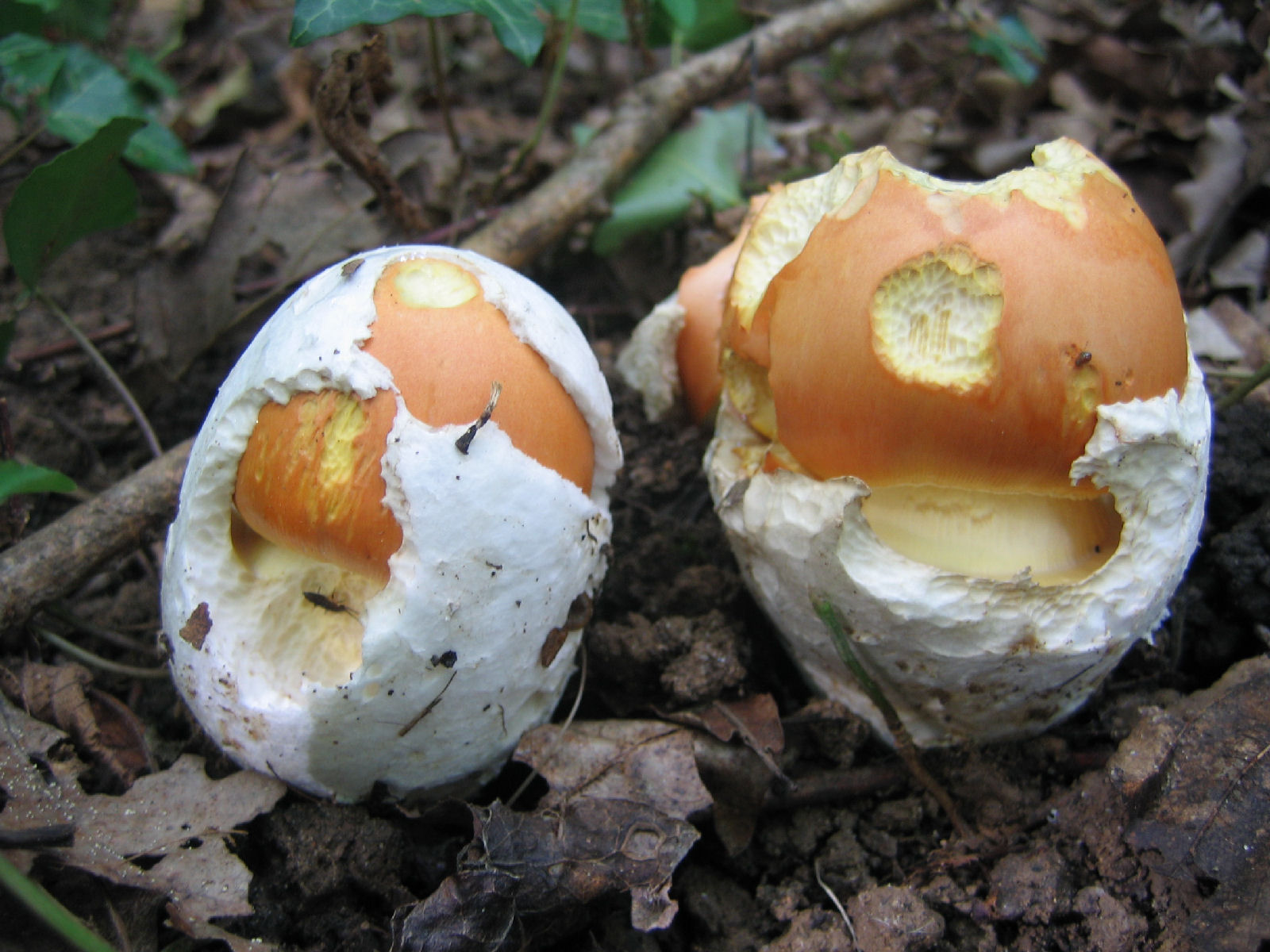
A. caesarea în formă de ou
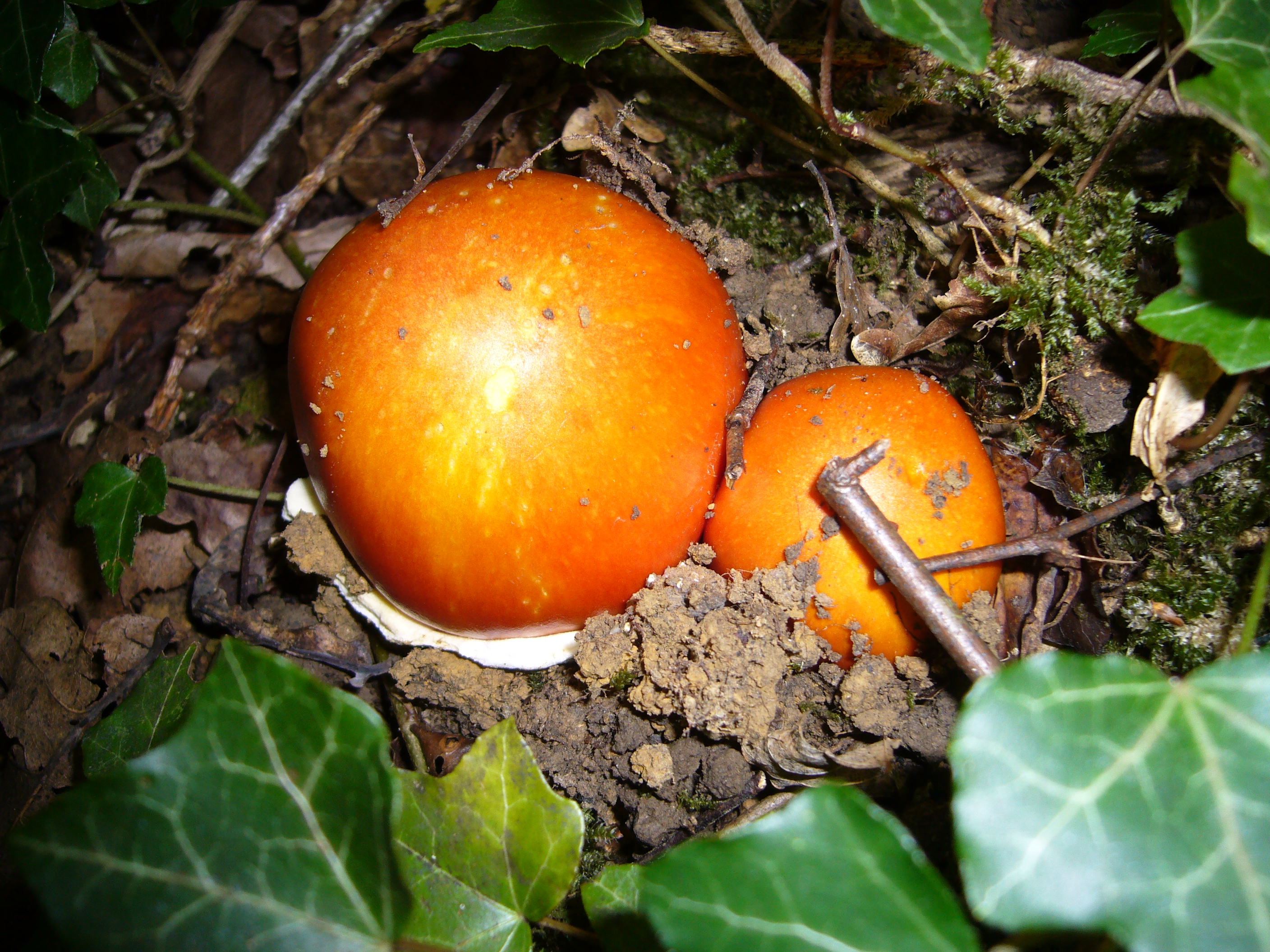
A. caesarea tinere
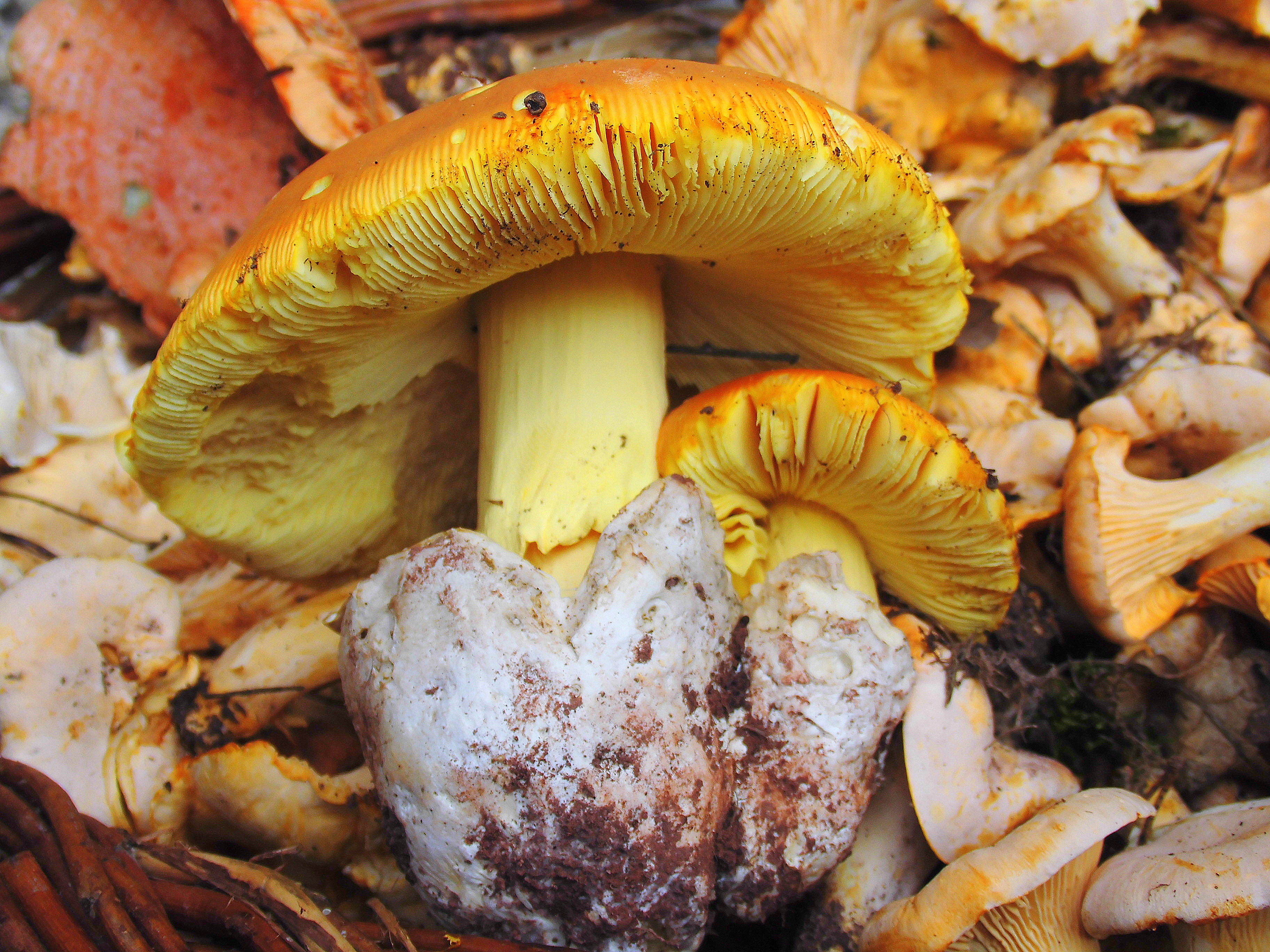
A. caesarea bătrâne
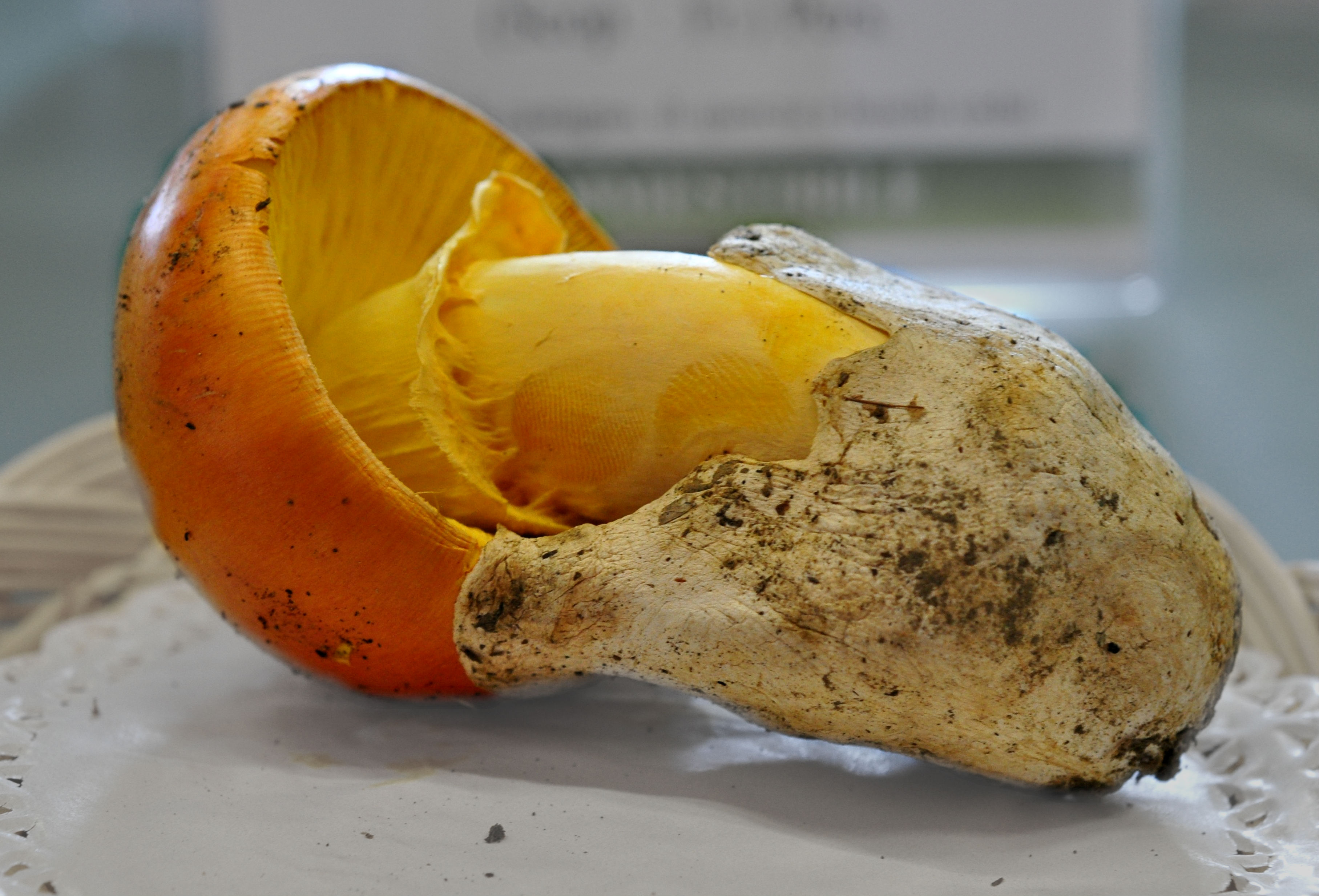
A. caesarea, volvă și inel
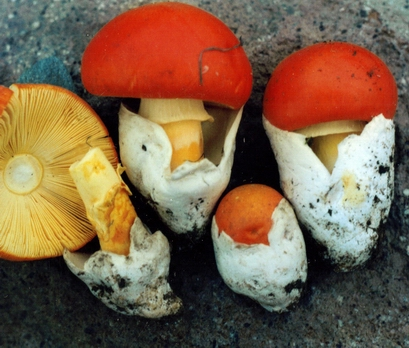
A. caesarea cu pălărie roșie

## Confuzii
O confunzie cu alte specii de genul Amanita este de fapt imposibilă, dacă se ia în considerație, că lamelele, piciorul și inelul crăiței sunt galbene, pe când la toate celelalte albe sau albuie. Totuși se otrăvesc anual sute de persoane. Ea se confundă în special cu Amanita citrina (numai foarte restrâns comestibilă, nerecomandată) sau cu Amanita crocea (comestibilă), Amanita Eliae (comestibilă), Amanita gemmata (otrăvitoare), (sin.) Amanita juquillea (otrăvitoare), Amanita ovoidea (comestibilă), Amanita umbrinolutea (comestibilă) și Amanita vaginata). Se întâmplă și confuzia cu cele otrăvitoare, ca de exemplu cu Amanita franchetti sin. Amanita aspera (otrăvitoare), Amanita muscaria, Amanita muscaria var. aureola (otrăvitoare), o variație cu pălărie galben-portocalie precum cu Amanita regalis (otrăvitoare) sau cu letala Amanita phalloides cu pălărie mai galben-verzuie.

## Specii asemănătoare

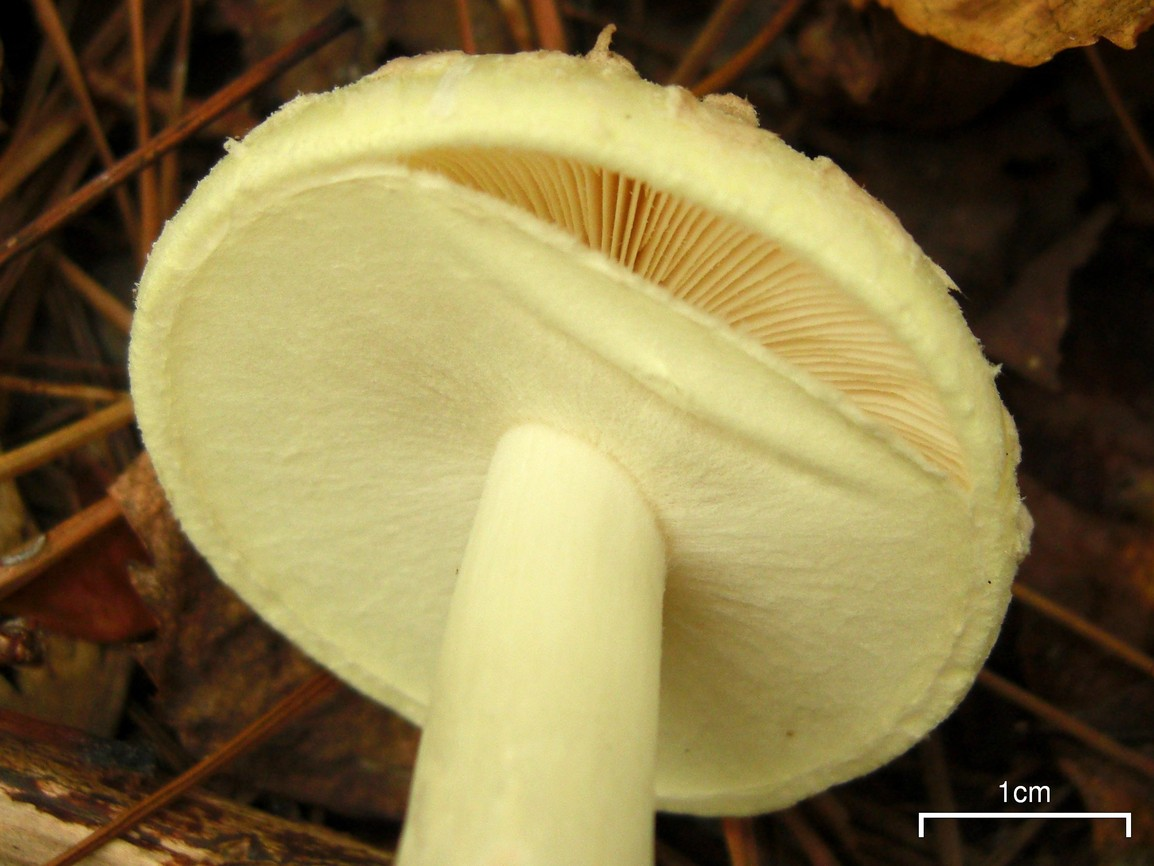
!Amanita citrina!
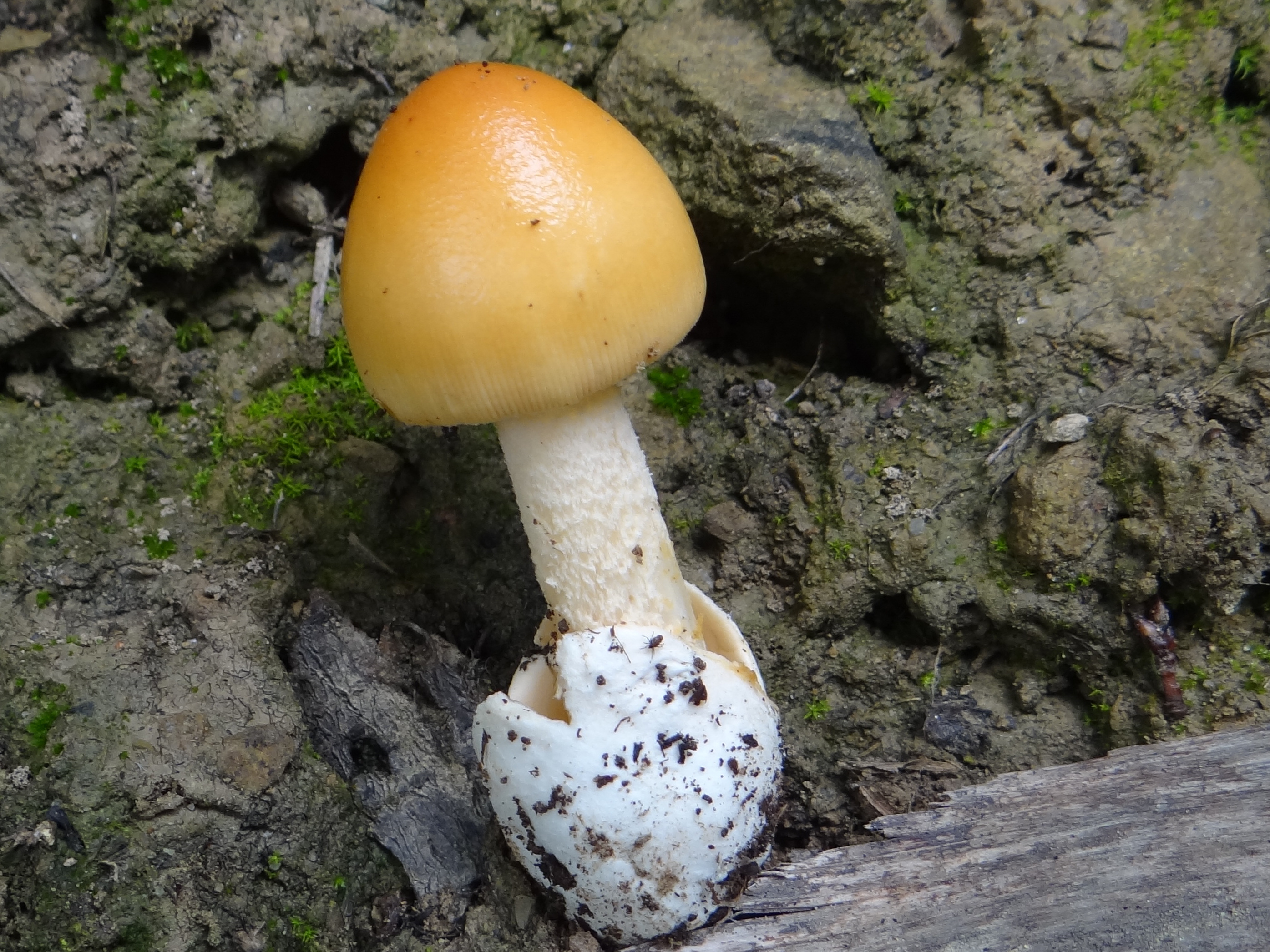
Amanita crocea
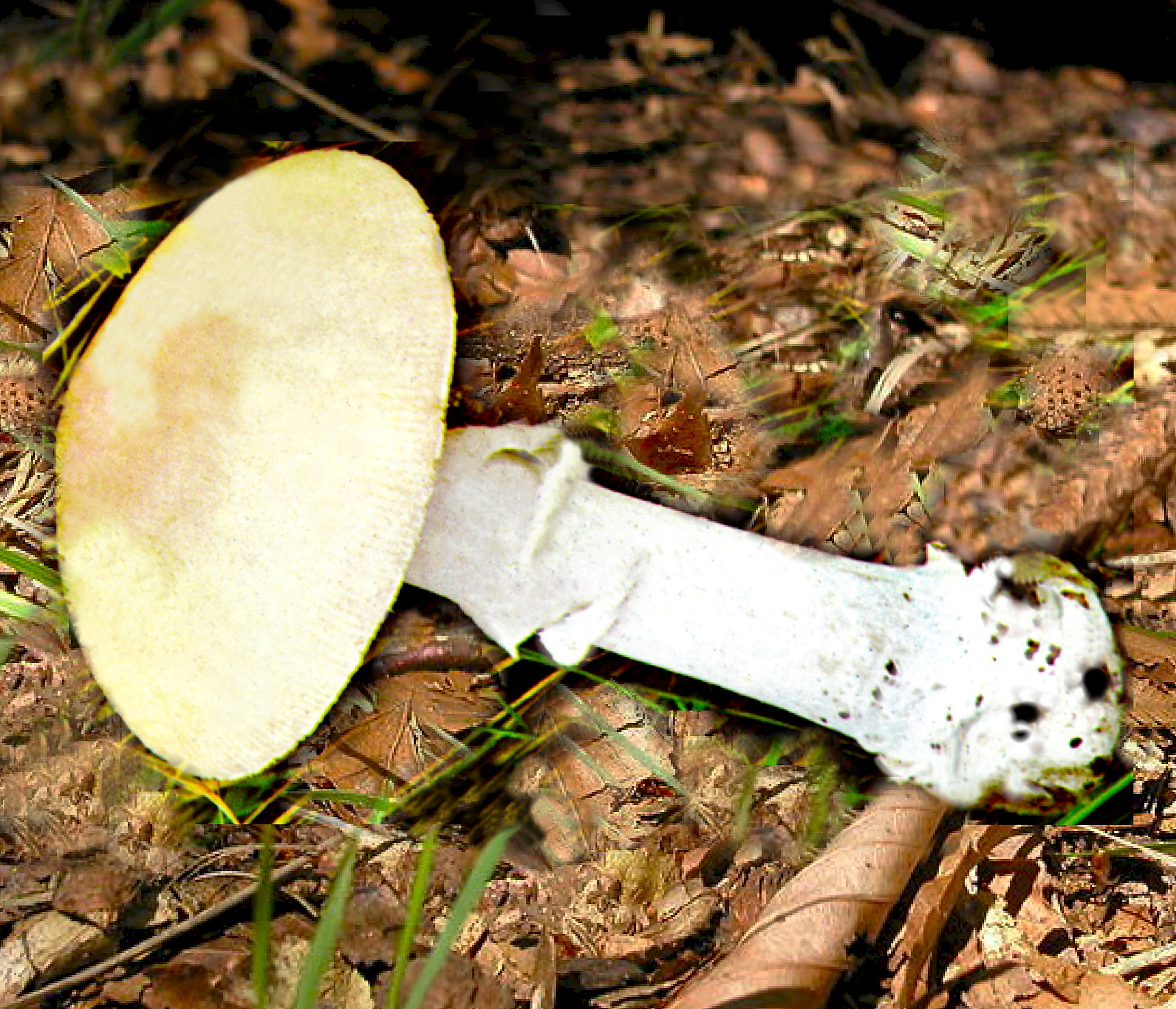
Amanita eliae
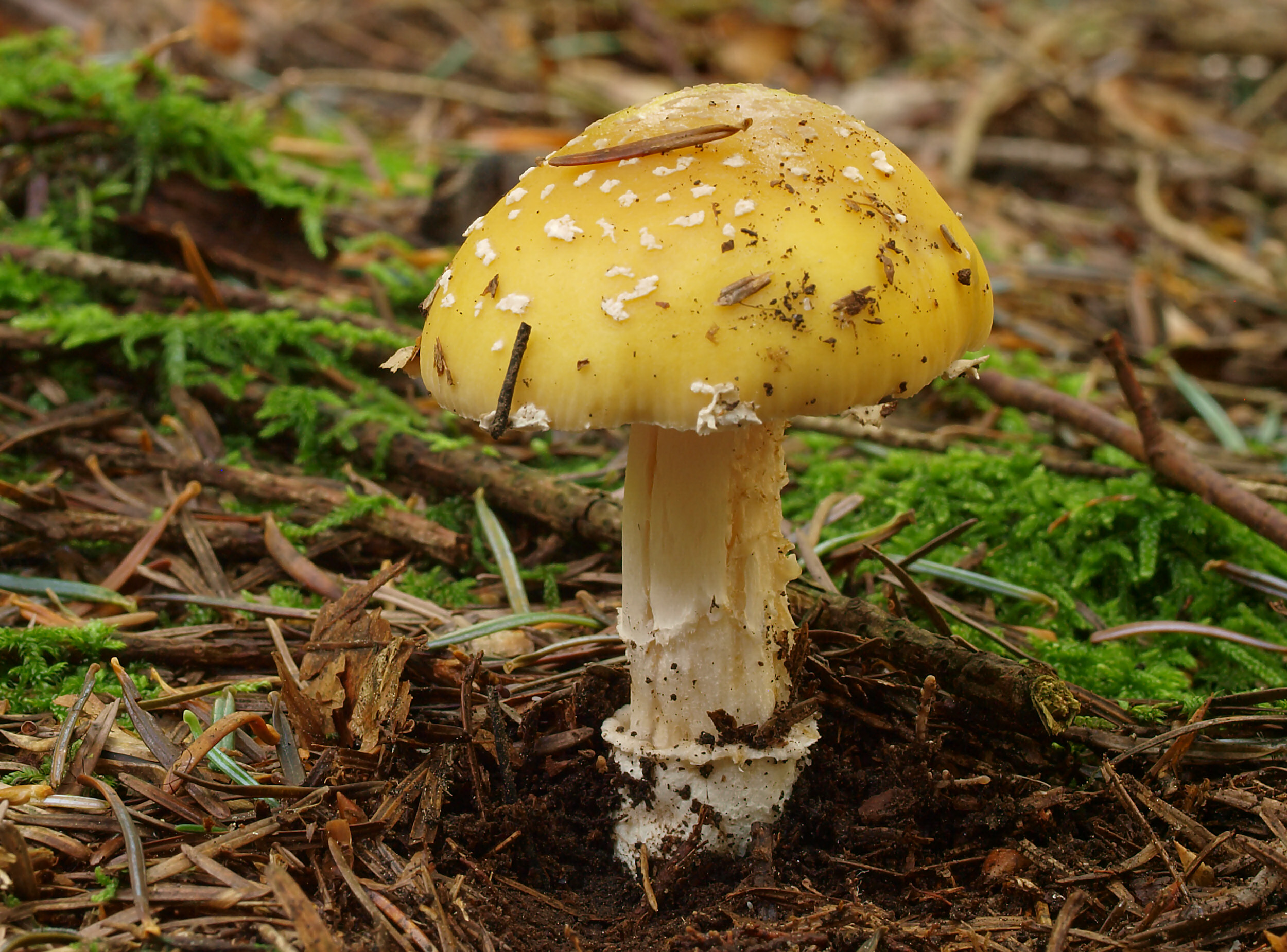
!!Amanita gemmata!!
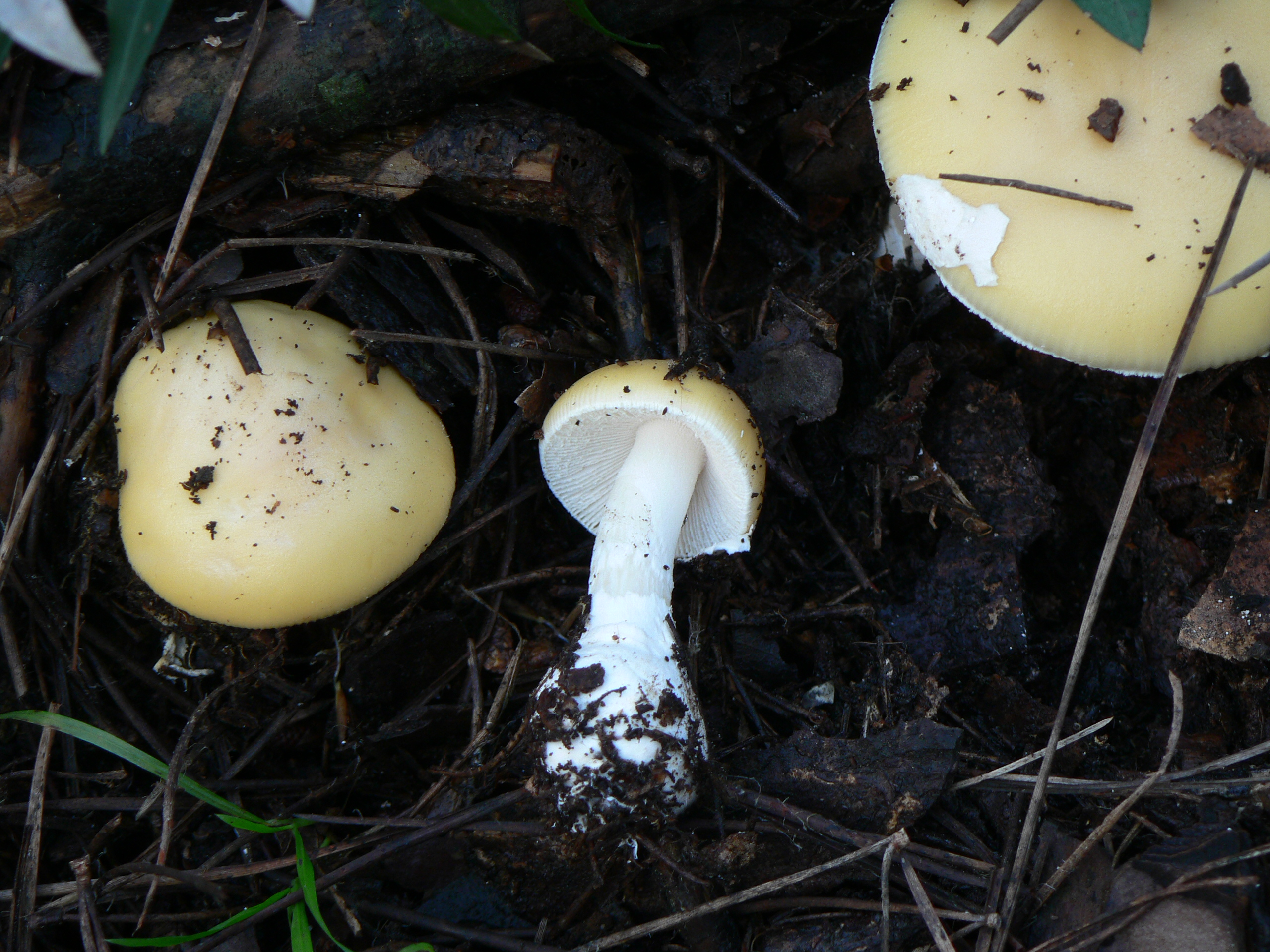
!!Amanita junquillea!!
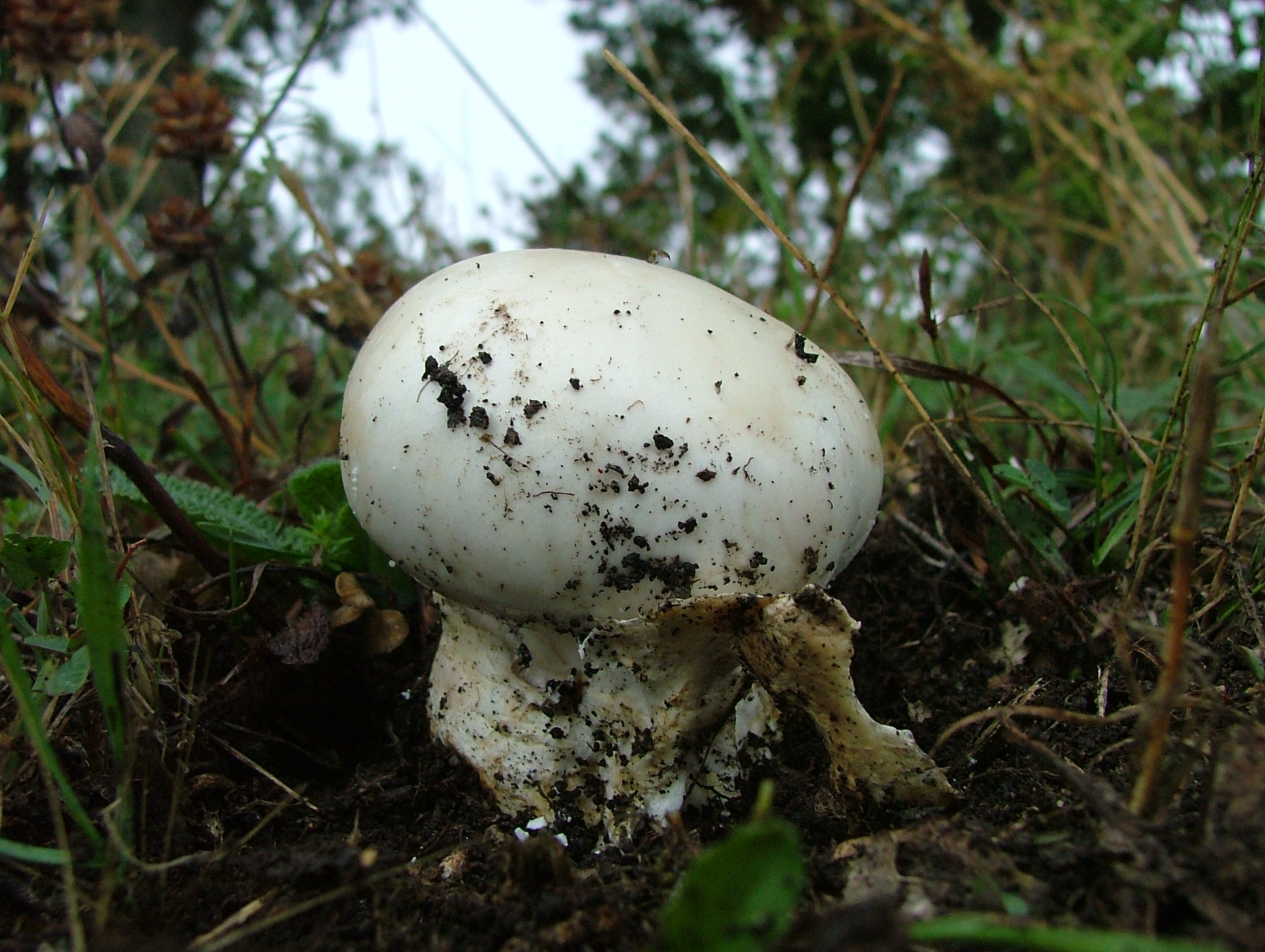
Amanita ovoidea
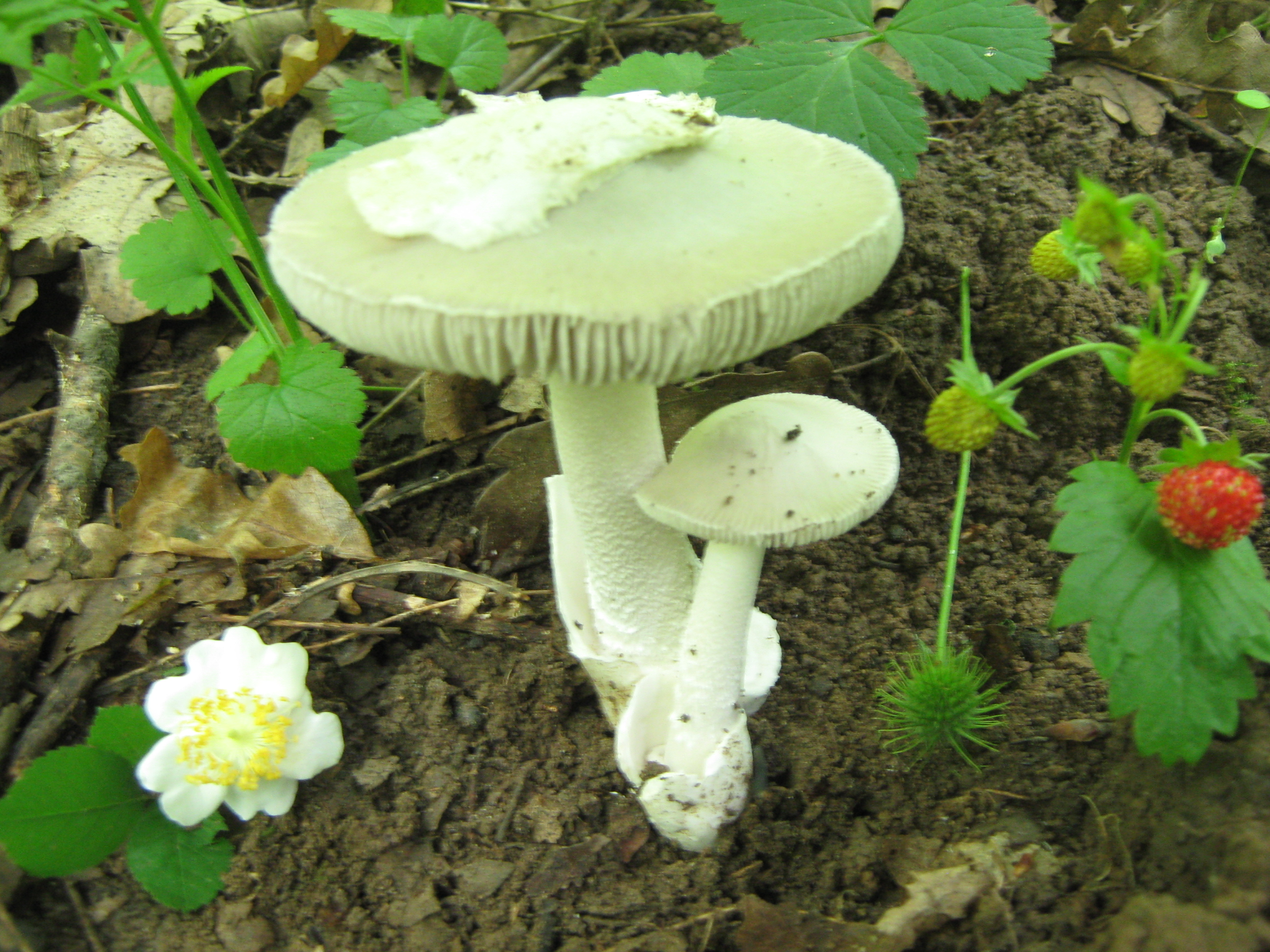
Amanita vaginata

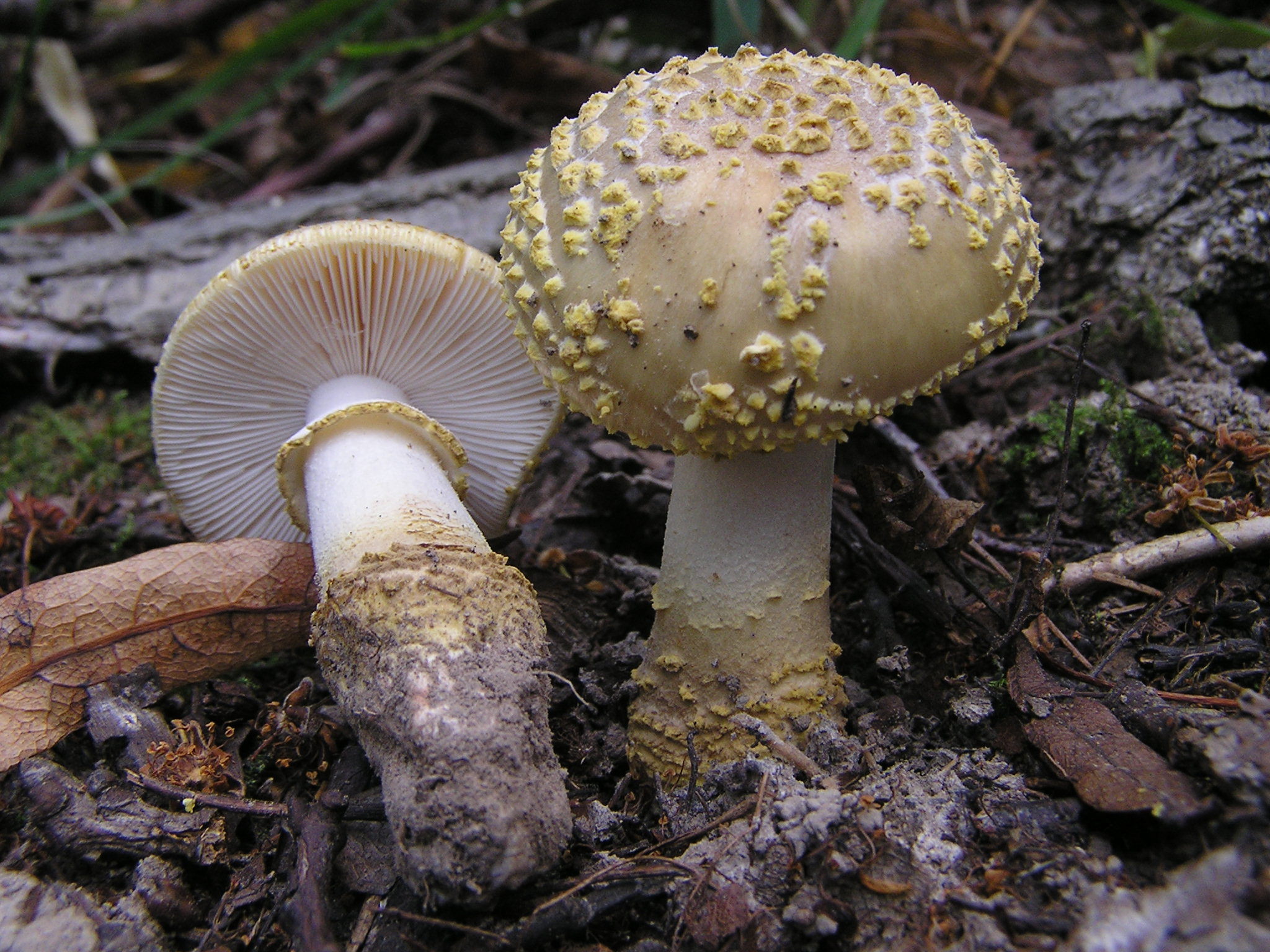
!! Amanita franchetti sin. Amanita aspera !!
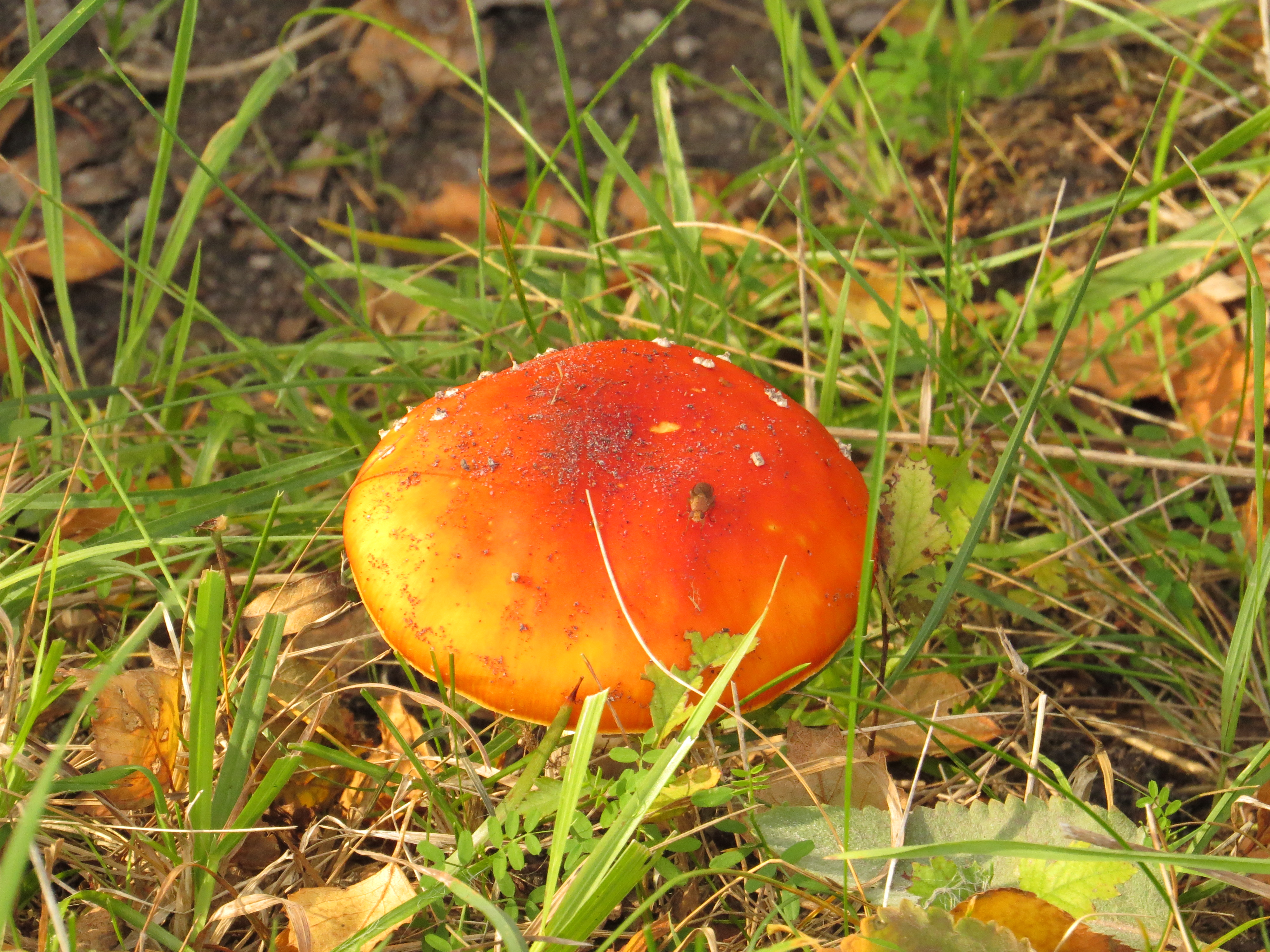
!! Amanita muscaria !!
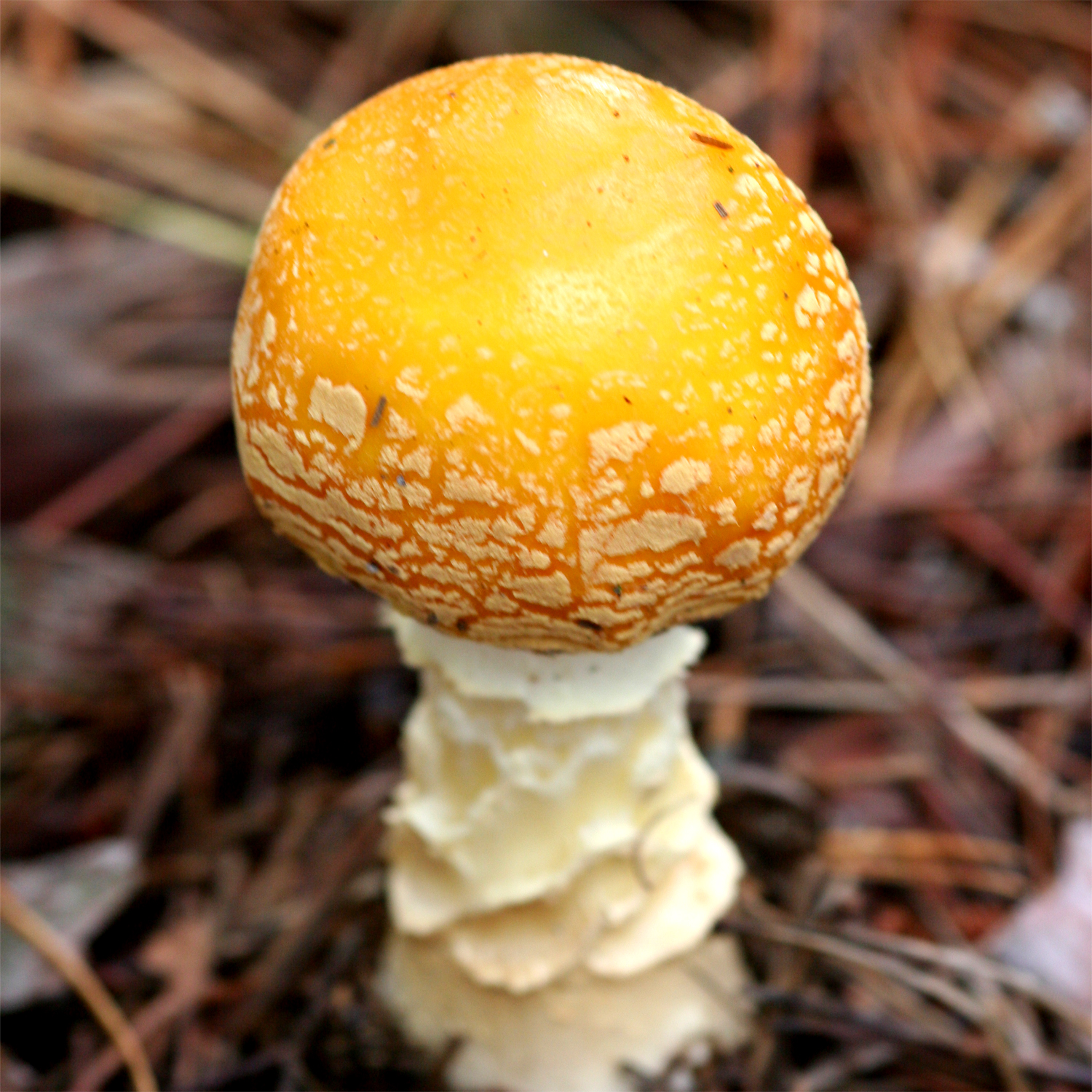
!! Amanita muscaria var.aureola !!
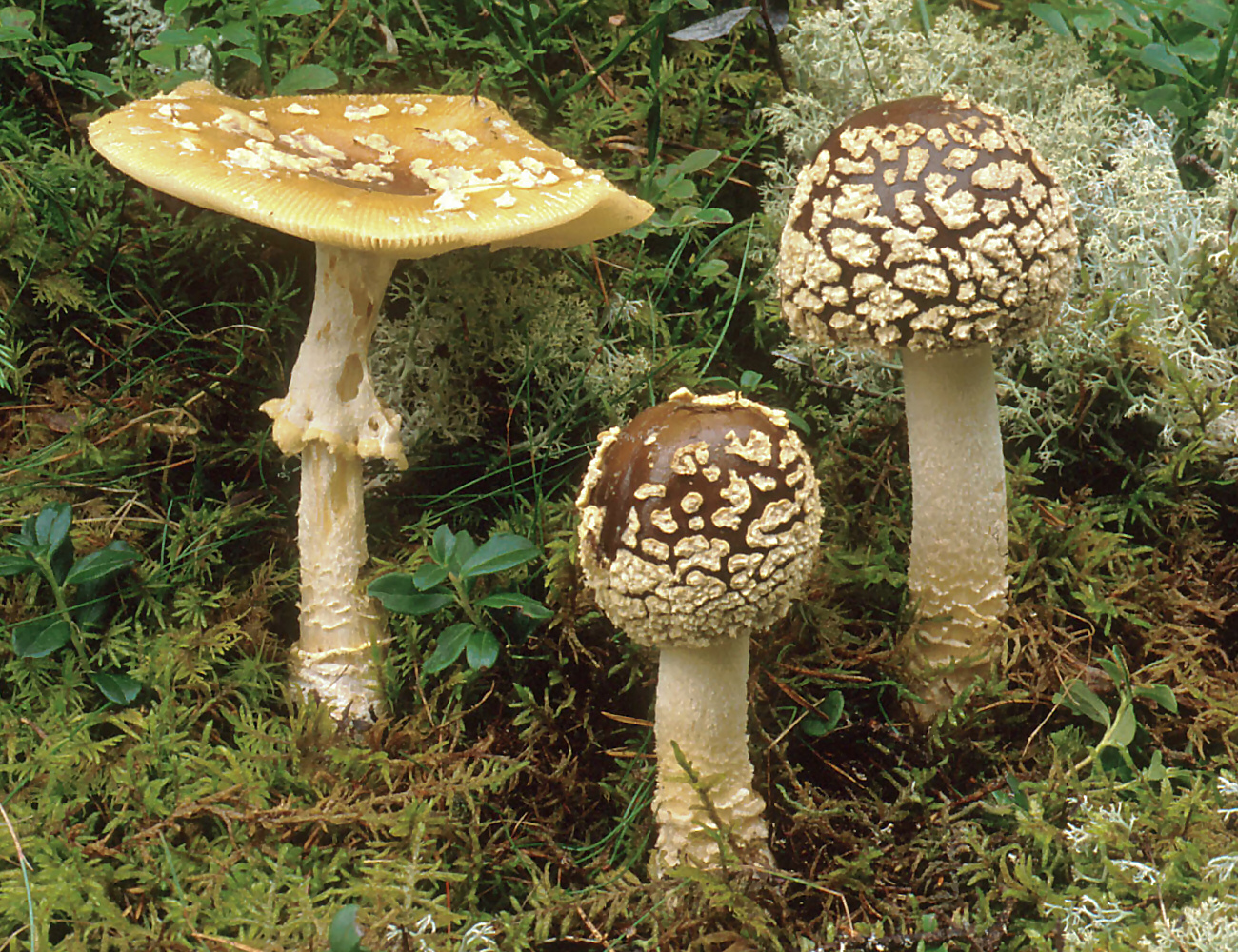
!! Amanita regalis (sign. stânga)  !!
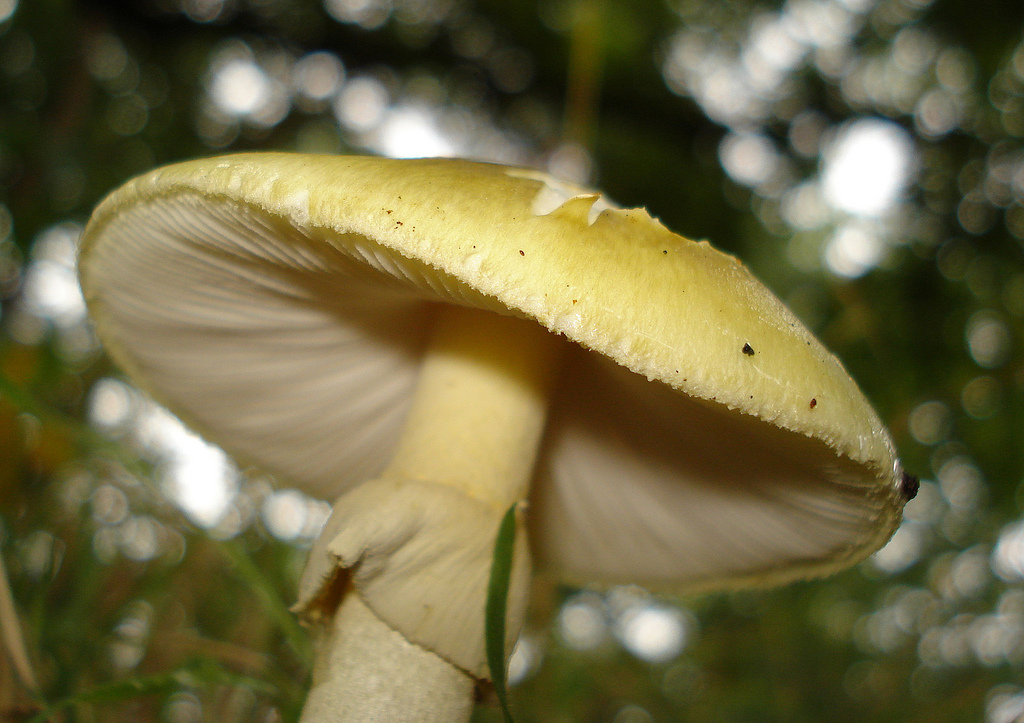
!!! Amanita phalloides !!!

## Valorificare

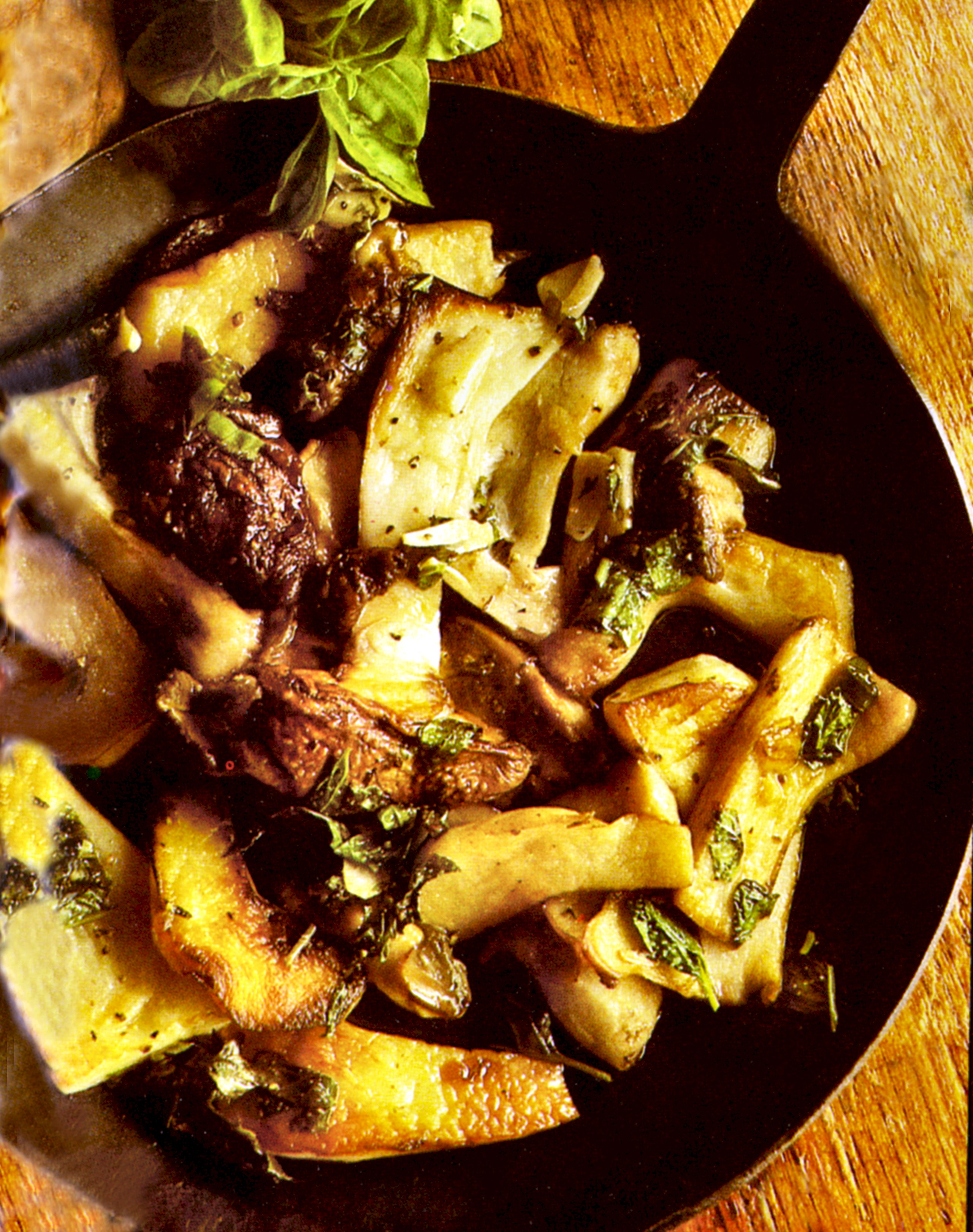
Burete domnesc prăjit

Acest burete este, ca toate ciupercile din genul Amanita, în stare crudă toxic (provoacă tulburări digestive), dar toxinele se distrug complet prin tratament termic. 
Cu toate că crăița nu este de gust sau de miros signifiant, ea este totuși căutată și culeasă mult. Buretele domnesc poate fi pregătiți ca ciulama, de asemenea împreună cu alte ciuperci sau adăugat la un sos de carne albă. Gustos este de asemenea cu jumări de ou, prăjit în unt cu verdețuri, ca umplutura unei plăcinte de foaie sau în mod ardelean (seu de porc, ceapă, ciuperci tăiate, morcov, păstârnac, boia ardei, smântână).
Apariția Amanitei caesarea devine din ce în ce mai rară. Numai în puține regiuni se mai găsește în cantități suficient de mari, ca de exemplu în Tirolul de Sud, unde se vinde la piață. De acea ar trebui să fie cruțată și culeasă foarte rezervat.

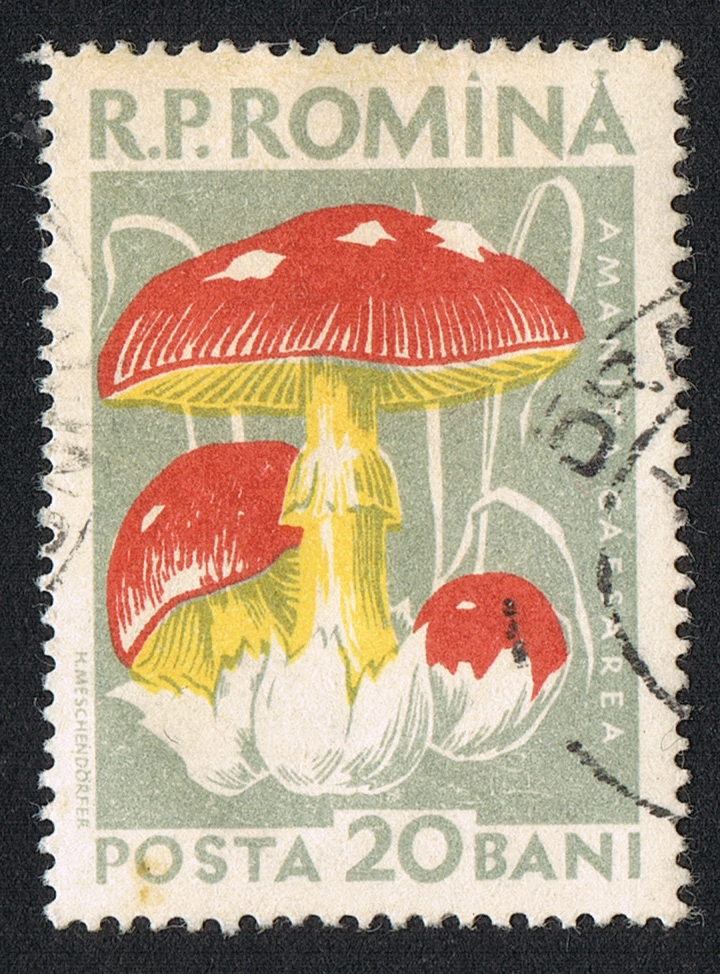
Amanita caesarea, Poșta Română, 1958